# Приграничные сражения в Польше (1939)
Приграничные сражения в Польше (пол. Bitwa graniczna) — сражения, проходившие по периметру польской границы и вблизи неё в Поморье, Мазовии, Силезии и в верховьях Варты между частями вермахта и Войска Польского с 1 по 4 сентября 1939 года. Одно из первых сражений Второй мировой войны вообще и Сентябрьской кампании 1939 года, в частности.
1 сентября в 4:45 утра немецкие войска перешли границу Польши. Они обладали и численным, и материально-техническим превосходством (в особенности на направлении главных ударов), но тем не менее наткнулись на упорное и активное сопротивление. Исход битвы, однако, решился в пользу более сильного и подготовленного противника. Польские армии были либо разгромлены, либо вынуждены отступить под угрозой окружения.

## Планы и приготовления

### Польша
К началу 1939 года в польском Главном штабе не существовало даже военного плана на случай нападения Германии. Только тогда, когда эта угроза стала реальной, польское командование приступило к отработке конкретного плана войны с Германией — «Захуд». Начавшееся в марте 1939 года оформление англо-франко-польской коалиции стало основой польского военного планирования, которое исходило из того, что Англия и Франция поддержат Польшу в войне с Германией. Поэтому перед польскими вооружёнными силами ставилась задача упорной обороной обеспечить мобилизационное развёртывание и сосредоточение своих войск, а потом перейти в контрнаступление, поскольку считалось, что к этому сроку Англия и Франция заставят Германию оттянуть свои войска на запад. При этом польское командование было уверено, что в случае нападения на Польшу Германии СССР сохранит нейтралитет. Восточную границу по данному плану должен был прикрывать лишь Корпус охраны границы.
Польское командование исповедовало принцип жёсткой обороны. Предполагалось защищать всю территорию, включая «Данцигский коридор» (Польский коридор), а против Восточной Пруссии, при благоприятных обстоятельствах, — наступать. Польша находилась под сильным влиянием французской военной школы, которая исходила из принципиальной недопустимости разрывов в линии фронта. Поляки, прикрыв свои фланги морем и Карпатами, полагали, что смогут удержаться на такой позиции довольно долго: по крайней мере, две недели немцам потребуется, чтобы сосредоточить артиллерию и осуществить локальный тактический прорыв; столько же времени будет необходимо союзникам для того, чтобы бо́льшими силами перейти в наступление на Западном фронте, так что общий оперативный баланс Рыдз-Смиглы считал для себя положительным.

### Германия

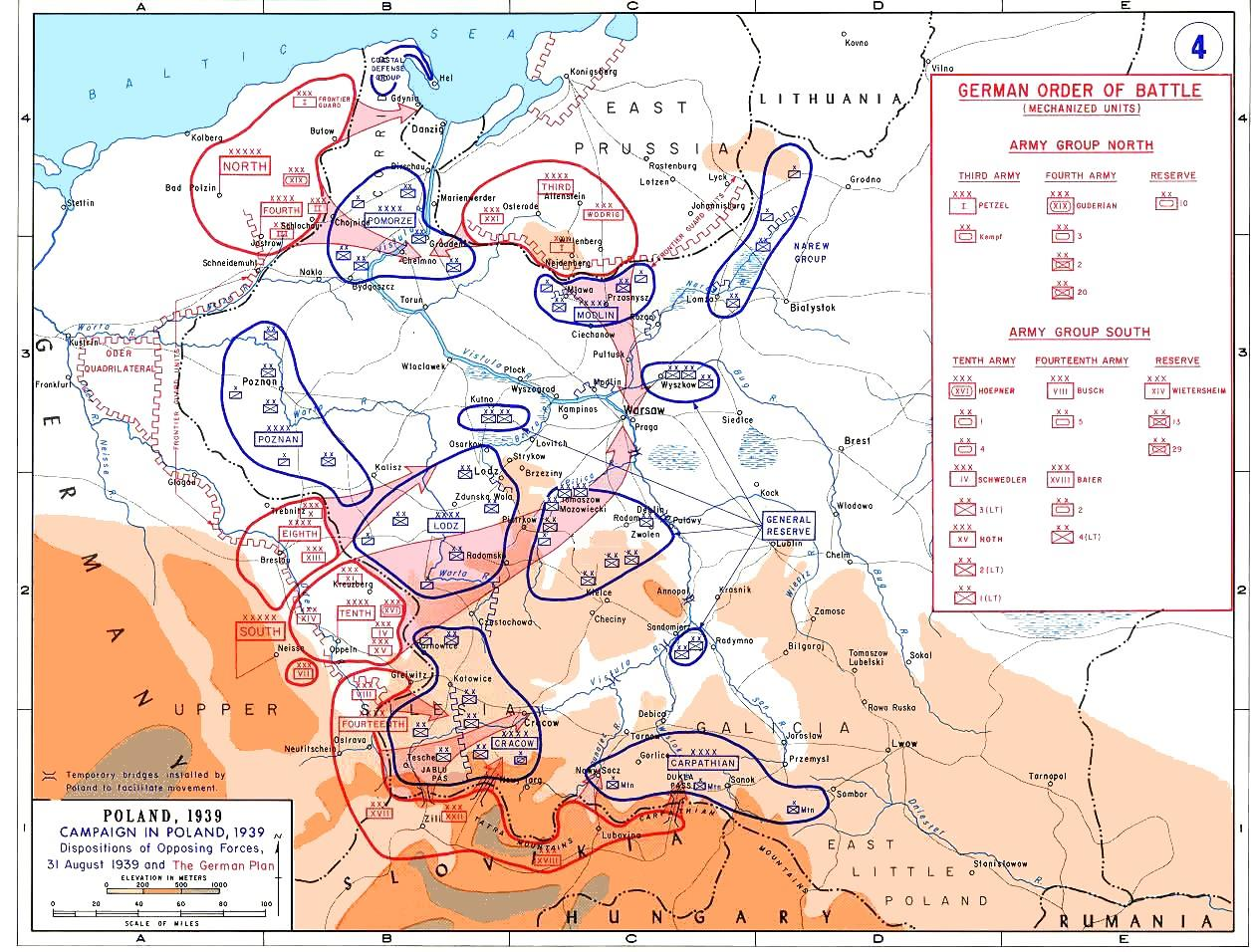
Fall Weiß

3 апреля начальник штаба Верховного Главнокомандования вермахта (ОКВ) генерал-полковник Кейтель известил главнокомандующих сухопутными войсками, ВВС и ВМФ о том, что подготовлен проект «Директивы о единой подготовке вооружённых сил к войне на 1939—1940 гг.» Одновременно главнокомандующие видов вооружённых сил получили предварительный вариант плана войны с Польшей (план «Вайс»). Полностью подготовку к войне следовало завершить к 1 сентября 1939 года. 11 апреля Гитлер утвердил «Директиву».
Немецкое командование исходило из того, что война должна быть молниеносной (концепция блицкрига): за две недели польская армия должна быть полностью уничтожена, а страна — оккупирована. Почти вся бронированная техника была сосредоточена в пяти корпусах, которые должны были найти слабые места в обороне противника, преодолеть её с ходу и выйти на оперативный простор, взламывая фланги польских армий. В дальнейшем предполагалось решительное сражение на окружение и уничтожение, причём пехотные корпуса должны были действовать против фронта противника, а подвижные части — атаковать его с тыла. Планом предусматривалось широкое использование авиации и, прежде всего, пикирующих бомбардировщиков, на которые возлагалась задача поддержки с воздуха наступления механизированных соединений.
Стратегический замысел и задачи войск в операции «Вайс» были изложены в директиве по стратегическому сосредоточению и развертыванию сухопутных войск от 15 июня 1939 года. Цель операции состояла в том, чтобы концентрическими ударами из Силезии, Померании и Восточной Пруссии разгромить главные силы польской армии западнее линии рек Висла и Нарев. Общая задача вермахта сводилась к тому, чтобы осуществить охват польской армии с юго-запада и северо-запада с её последующим окружением и разгромом. С самого начала войны операции германских войск должны были развиваться стремительно, чтобы сорвать мобилизацию и развёртывание польских вооружённых сил.
31 августа в 12:40 была подписана Директива ОКВ №1, по которой предписывалось начать реализацию плана «Вайс» утром 1 сентября.

#### 3-я армия
3-я армия, расположенная в Восточной Пруссии, должна была наступать по двум расходящимся направлениям: левый фланг из района Нейденберг и Вилленберг (1-й армейский корпус, Армейский корпус «Водриг») глубоким ударом должен был разрезать противостоящие войска противника в направлении Млавы и Пшасныша; правофланговый 21-й армейский корпус должен был двигаться от верховьев реки Дрвенца на соединение с частями 4-й армии восточнее Хелмно, тем самым окружая польскую группировку в «Польском коридоре». Намечалась выброска парашютного десанта у моста через Вислу в районе Тчев (Диршау) и захват его для обеспечения будущих тылов группы армий «Север».

#### 4-я армия
4-я армия, размещённая в Восточной Померании, наносила удар также по двум расходящимся направлениям. Основные силы, шедшие со стороны Ястров и Шлохау навстречу 21-му корпусу, захватывали мост через Вислу у Хелмно. 1-й армейский корпус (район Штолп) осуществлял вспомогательный удар на Гдыню — главную базу ВМС Польши.

#### 8-я армия
8-я армия, дислоцировавшаяся в районе Бреслау, обеспечивала левый фланг 10-й армии. Войска Бласковица переправлялись через Варту севернее Серадза, после чего двигались непосредственно на Лодзь.

#### 10-я армия
Мощная 10-я армия из района Оппельн-Кройцбург наступала в северо-восточном направлении, углубляясь в польскую оборону, и массированным сконцентрированным ударом прорывала её на участке Заверце-Велюнь.

#### 14-я армия
14-я армия размещалась в Верхней Силезии и Словакии. Три её левофланговых корпуса должны были наступать по сходящимся направлениям на Краков: 8-й армейский корпус (Гляйвиц) штурмовал укрепления Катовице и весь Верхнесилезский промышленный район, 17-й армейский корпус (граница Богемского протектората и Словакии) продвигался непосредственно к древней столице Польши, 22-й моторизованный корпус (восточнее Жилины) имел те же цели, что и предыдущий. Правофланговый 18-й армейский корпус (Татры и Карпаты) проводил вспомогательную операцию. Его левое крыло ударом на Новы-Сонч захватывало переправы через Дунаец, а правое, прорываясь через Дукельский перевал, — мосты на Вислоке.

### Словакия
Словацкие силы были представлены армией «Бернолак» в составе 3 дивизий, которая выполняла вспомогательную роль, действуя на восточном фасе польско-словацкой приграничной полосы, и находилась в оперативном подчинении 14-й армии вермахта.

## Силы сторон[6]

### Польша
| Название соединения                 | Штаб                                | Командир                                              | Начальник штаба                               | Офицеры и солдаты | Лошади | АТ | РП  | ЛСП | ТСП | 46-мм ГРТМ | 81-мм мин. | 37-мм ПО | 75-мм пуш. | 100-мм гауб. | 105-мм пуш. | 155-мм гауб. | 40-мм ЗО | ПТР | БА | Танкетки | БП | АС | УЛА | АВН |
| ----------------------------------- | ----------------------------------- | ----------------------------------------------------- | --------------------------------------------- | ----------------- | ------ | -- | --- | --- | --- | ---------- | ---------- | -------- | ---------- | ------------ | ----------- | ------------ | -------- | --- | -- | -------- | -- | -- | --- | --- |
| Армия «Модлин»                      | Модлин                              | бригадный генерал Эмиль Кароль Крукович-Пшеджимирский | подполковник Витольд Росоловский              |                   |        |    |     |     |     |            |            |          |            |              |             |              |          |     |    |          |    |    |     |     |
| 8-я дивизия пехоты                  | лес западнее Цеханува               | полковник Теодор Виктор Фургальский                   | майор Казимир Францишек Марчевский            | 17 089            | 6963   | 75 | 347 | -   | 144 | 90         | 22         | 27       | 24         | 12           | 3           | 3            | -        | 101 | -  | -        | -  | -  | -   | -   |
| 20-я дивизия пехоты                 | укрепленная линия к северу от Млавы | полковник Вильгельм Анджей Лавич-Лишка                | майор Войцех Вайда                            | 16 282            | 6920   | 41 | 320 | -   | 132 | 81         | 20         | 27       | 12         | 24           | 3           | 3            | -        | 92  | -  | -        | -  | -  | -   | -   |
| Мазовецкая бригада кавалерии        | между Млавой и Пшаснышем            | полковник Ян Карч                                     | майор Мартин Станислав Фрейман                | 6312              | 5380   | 65 | 89  | 10  | 54  | 9          | 2          | 14       | 12         | -            | -           | -            | 2        | 51  | 8  | 13       | -  | -  | -   | -   |
| Новогрудская бригада кавалерии      | западнее Млавы                      | бригадный генерал Владислав Альберт Андерс            | майор Адам Солтан                             | 7680              | 6828   | 39 | 111 | 4   | 58  | -          | 1          | 21       | 16         | -            | -           | -            | -        | 67  | 8  | 13       | -  | 4  | 1   | -   |
| Варшавская бригада народной обороны | Зегже, Легионовский повят           | полковник Юзеф Сас-Хошовский                          | капитан Вацлав Ястржебский                    | 1404              | 140    | 2  | 18  | -   | 12  | -          | 2          | 6        | -          | -            | -           | -            | -        | -   | -  | -        | -  | -  | -   | -   |
| 5-я рота аэростатов наблюдения      | нет данных                          | поручик Антони Наркевич                               | -                                             | 196               | -      | 2  | -   | -   | -   | -          | -          | -        | -          | -            | -           | -            | -        | -   | -  | -        | -  | -  | -   | 2   |
| Танковые войска армии «Модлин»      | Модлин                              | подполковник Михал Пивощук                            | -                                             | >186              | -      | 20 | -   | -   | 14  | -          | -          | -        | 4          | -            | -           | -            | -        | -   | -  | 26       | 1  | -  | -   | -   |
| Авиация и ПВО армии «Модлин»        | Модлин                              | подполковник авиации Тадеуш Феликс Праусс             | подполковник авиации Бернард Антони Адамецкий | 1050              |        |    |     |     |     |            |            |          |            |              |             |              |          |     |    |          |    |    |     |     |